# Récif Alison
Le récif Alison (en anglais Alison Reef, en vietnamien Đá Tốc Tan, en tagalog Bahura ng De Jesus, en mandarin Liùmén jiāo (en sinogrammes simplifiés 六门礁)), est un atoll des îles Spratleys en mer de Chine méridionale situé au sud-ouest de Dangerous Ground,.

## Géographie
Le récif Alison est un atoll corallien océanique qui s'est développé au sommet d'un mont sous-marin dans la partie sud des îles Spratleys.
Le récif est situé à approximativement 190 milles marins à l'ouest de l'île de Palawan et moins de 197 milles marins au nord de l'île de Bornéo .
Les caractéristiques géographiques peu profondes les plus proches sont le récif Cornwallis du Sud (moins de 6 milles marins au sud-est) et le récif Pearson (14 milles marins au nord-ouest).
Le récif est de forme ovale aligné sud-est-nord-ouest ; son grand axe mesure environ 10 milles marins et sa superficie est d'environ 75 km2. Cet atoll submergé s'assèche par plaques définissant un lagon peu profond et fétide. Le récif nord mesure environ 1 mille marin de large et est percé d'une entrée de 640 mètres de large et d'une profondeur de 9 mètres. Le récif sud mesure environ 0,5 mille marin de large et présente de nombreuses entrées étroites d'une profondeur d'environ 9 mètres.

## Revendication de souveraineté
Le Viêt Nam a pris possession du récif pour la première fois en 1988.
Actuellement, le Viêt Nam contrôle ce récif dans le cadre de la ville de Trường Sa, district de Trường Sa, province de Khánh Hòa.
Comme pour toutes les îles Spratleys, la propriété de l'atoll est contestée. Le récif est revendiqué par les Philippines, la république populaire de Chine et la république de Chine (Taïwan).

## Structures artificielles
Quatre structures artificielles ont été construites sur le côté nord du récif Alison. Ils sont espacés uniformément à trois endroits (deux des structures sont reliées entre elles),.
La Marine populaire vietnamienne est stationnée sur 3 avant-postes, nommés Đảo Tốc Tan (îles Tốc Tan) A, B, C, avec des coordonnées géographiques (entre parenthèses sont les coordonnées inscrites sur la stèle de souveraineté) :
- Đảo Tốc Tan A (au sud-est du récif Alison) : 8° 46′ 46″ N, 114° 03′ 09″ E, incluant deux structures militaires reliées par un pont en béton.
- Đảo Tốc Tan B (au nord-ouest du récif Alison) : 8° 49′ 59″ N, 113° 55′ 27″ E, comprenant une structure militaire reliée à une maison culturelle polyvalente (achevé en décembre 2014)
- Đảo Tốc Tan C (sur le plateau récifal nord du récif Alison) : 8° 49′ 32″ N, 113° 59′ 34″ E, comprenant une structure militaire reliée à une maison culturelle polyvalente.

Les soldats de la garnison cultivent des légumes verts, principalement des épinards d'eau, des feuilles de moutarde, des épinards, et élevent des canards et des chiens amenés du continent.
Début décembre 2022, le Viêt Nam a commencé à mener des activités de dragage et d’accrétion sur Đảo Tốc Tan A.
Selon l'Asia Maritime Transparency Initiative, en 2023, le Viêt Nam a poursuivi le dragage et l’accrétion d’une île artificielle à petite échelle sur le récif Alison.
Depuis novembre 2023, Tốc Tan A est devenue une île artificielle d'une superficie d'environ 2 hectares, d'environ 150 m de long, environ 140 m de large, avec une jetée au sud.

## Histoire
Le 22 février 1988, le commandement naval vietnamien a envoyé un escadron composé des navires HQ-713 et HQ-07 de la 171e brigade navale commandée par le lieutenant-colonel Hoàng Kim Nông pour déployer des troupes pour garder le récif Alison (Đá Tốc Tan).
Le matin du 25 février 1988, la flotte de la 171e brigade navale arrive dans le secteur. Voyant qu'un navire chinois montrait des signes d'occupation illégale du récif Alison, le commandant des frontières a décidé de faire accoster un bateau sur le récif et d'y planter un drapeau pour affirmer sa souveraineté. L'équipe de pose du drapeau est composée de 6 personnes, directement dirigées par le lieutenant-colonel Hoàng Kim Nông. Après avoir planté le drapeau, l'équipe frontalière a organisé 2 équipes de bateaux pour être en service 24h/24 et 7j/7 pour protéger le drapeau. La menace fut inefficace, les navires chinois durent se retirer.
Certaines autres sources enregistrent la date d'occupation du récif Alison au 27 février 1988.
La province de Quảng Nam - Đà Nẵng a construit une maison sur le côté ouest du récif Alison, achevée le 8 août 1988. Pendant ce temps, les ingénieurs de la Marine populaire vietnamienne ont également construit trois grandes maisons sur ce récif.
En août 1988, le Département de sécurité maritime de la Marine a placé trois bouées d'amarrage à Hồ Tốc Tan, chacune pesant 2 tonnes, afin que par mauvais temps, les navires puissent jeter l'ancre pour éviter les tempêtes et les vagues.